# Salvatore Viganò

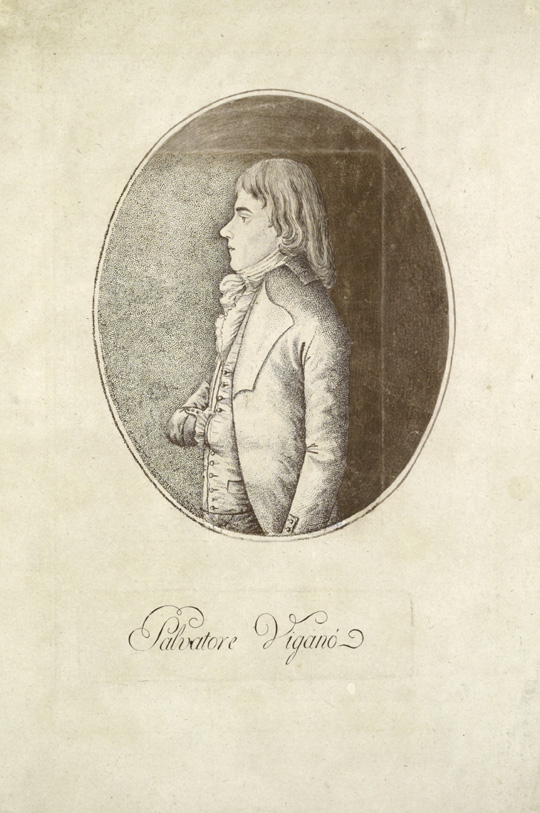
Salvatore Viganò

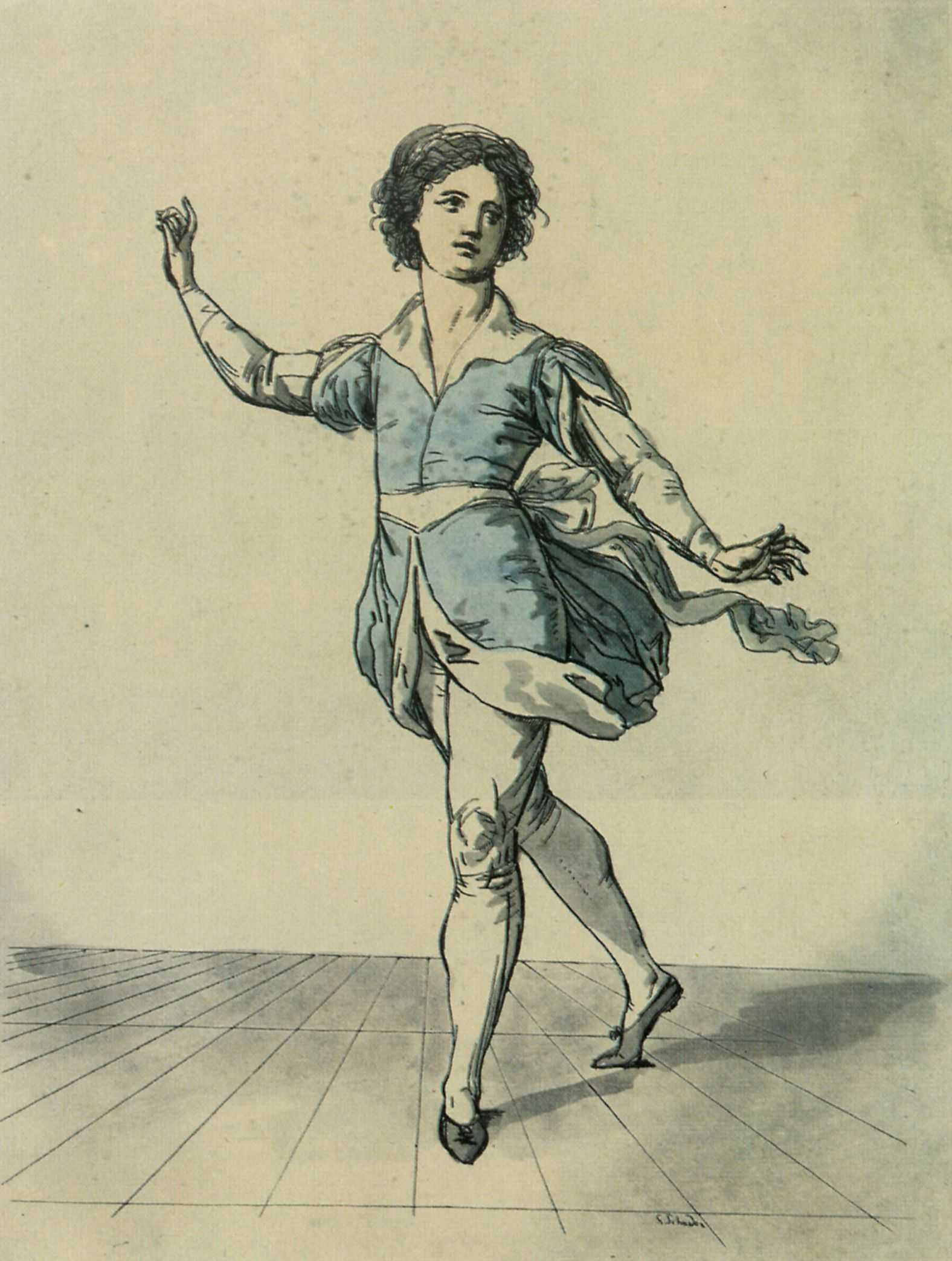
Der Tänzer Viganò (Johann Gottfried Schadow, 1797)

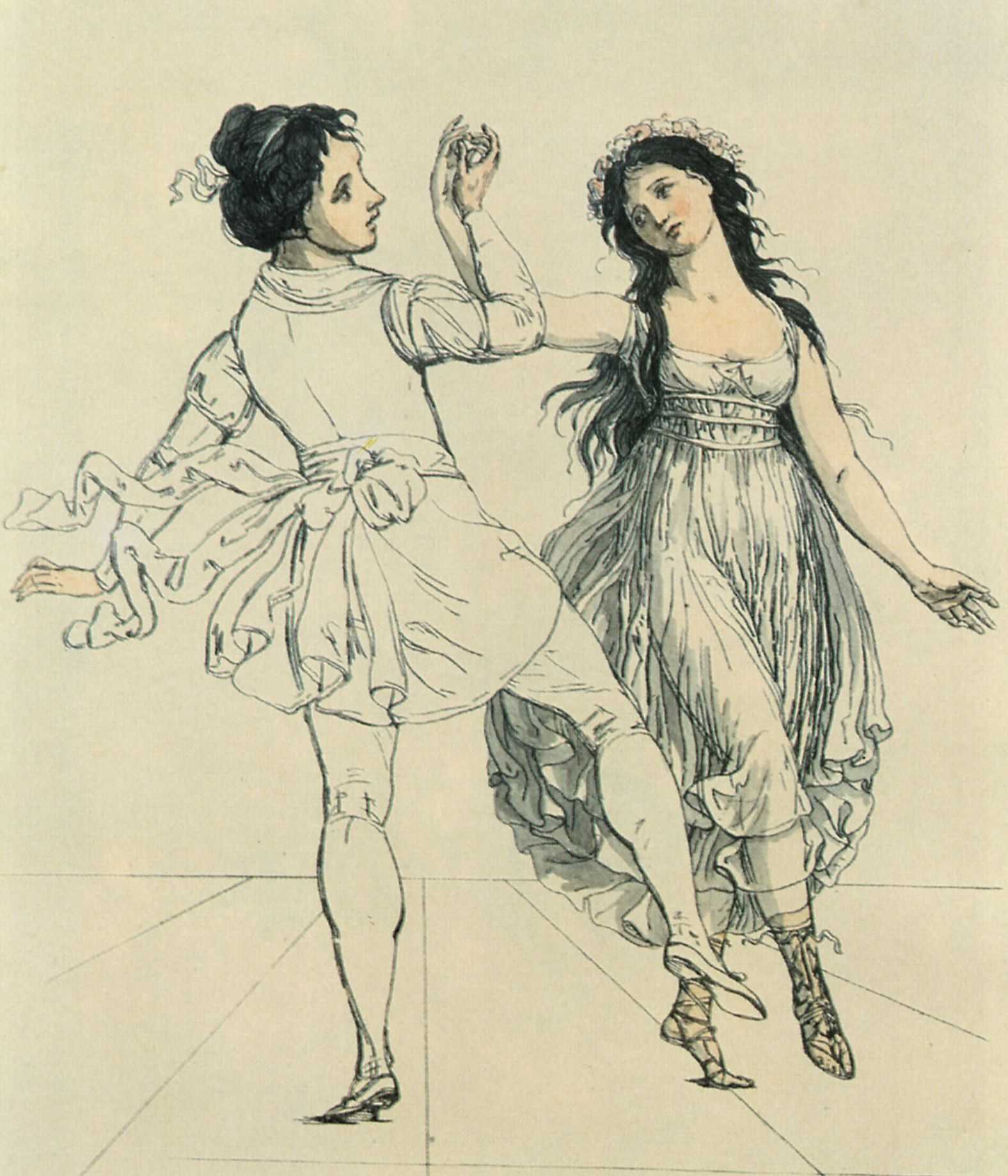
Das Tänzerpaar Viganò (Schadow, 1797)

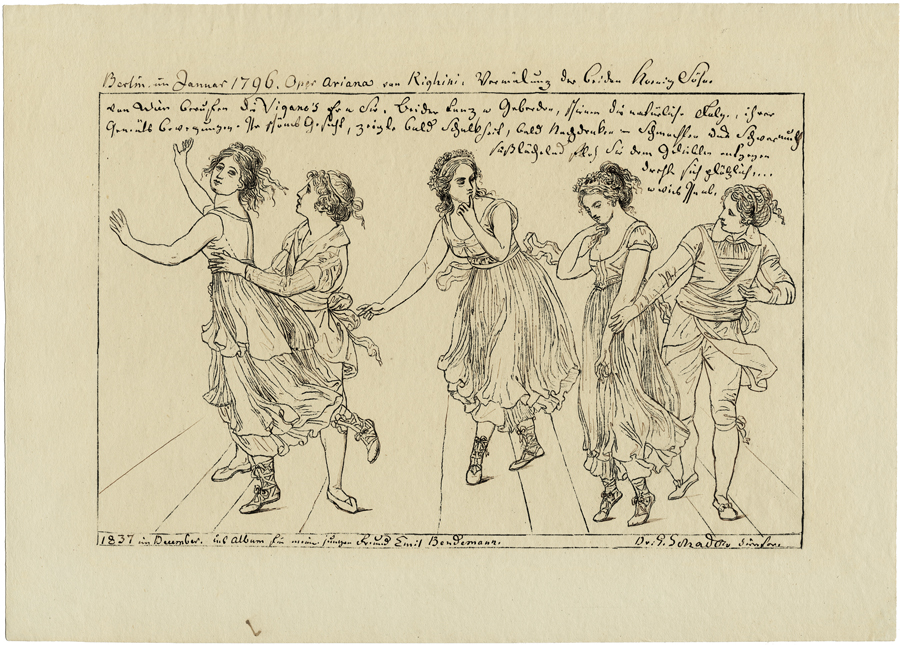
Maria und Salvatore Viganò in der Oper Il trionfo d'Arianna von Vincenzo Righini (Berlin, Januar 1796).

Salvatore Viganò (* 25. März 1769 in Neapel; † 10. August 1821 in Mailand) war ein italienischer Choreograf, Komponist und Tänzer.

## Leben
Seine Berufung erbte er von seinem Vater Onorato Viganò. Seine Mutter war die  Ballerina Maria Boccherini. Er studierte Komposition bei seinem Onkel Luigi Boccherini und Tanz bei Jean Dauberval. Sein Debüt als Tänzer hatte er 1783 in Rom in einer Frauenrolle, da in Rom damals Tänzerinnen nicht auftreten durften. Er trat in Rom (1786), Venedig (1788), und Madrid (1789) auf, letzteres anlässlich der Krönung von Karl IV. In Spanien lernte er Jean Dauberval kennen und ging mit ihm nach Bordeaux und London (1791). 1789 heiratete er die Tänzerin Maria Medina. Die Ehe dauerte zehn Jahre. Seine erste Ballettchoreografie war Raoul Signor de Crequi 1791 in Venedig, für die er die Musik selbst komponierte. 
Am 13. Mai 1793 traten er und seine Frau erstmals in Wien auf und am 25. Juni wurde sein Raoul am Kärntnertortheater aufgeführt. Die Auftritte des Paares erregten großes Aufsehen, unter anderem, da Maria Viganò als erste Tänzerin in einem fleischfarbenen Trikot unter einem transparenten Kleid auftrat. Heinrich von Collin schreibt über die Polarisierung der Wiener Gesellschaft:

„Eine für ihn [Collin] ganz neue Art des Schauspiels zog aber damals seine Aufmerksamkeit in besonderem Grade auf sich. Unter der Regierung Leopolds II. waren nämlich die Ballette, einst durch Noverre in Wien ein viel besuchtes Schauspiel, wieder auf die Bühne gebracht worden. Das allgemeine Interesse wandte sich sogleich wieder dahin; dies wurde aber in einem hohen Grade gesteigert, als neben dem Balletmeister Muzarelli auch ein zweiter Balletmeister, Herr Salvatore Vigano, Darstellungen gab, dessen Gemahlin vor den Augen der erstaunten Zuseher eine bis dahin nie geahndete Kunst entwickelte. Die wichtigste Staatsangelegenheit ist vielleicht nicht im Stande, eine heftigere Entzweiung der Gemüther hervorzubringen, als damals der Streit über den Vorzug der beiden Balletmeister bewirkte. Die Freunde des Theaters theilten sich sämmtlich in zwei Parteien, die sich wegen der Verschiedenheit ihrer Ueberzeugungen mit Haß und Verachtung betrachteten. Die Anhänger Muzarellis, als der schwächere Theil, welche hauptsächlich darum die Seite jenes Balletmeisters zu halten schienen, weil er früher als Vigano im Besitze der Bühne gewesen war, und sich durch den neuen Ankömmling gleichsam in seinem Rechte gekränkt, und aus dem vormaligen allgemeinen Beifalle verdrängt sah, waren die erbittertsten, und suchten selbst der Sache fremdartige Mittel hervor, um sich den Gegnern gegenüber zu behaupten; wie sie denn auch das ganz allein auf wahre Kunst gerichtete Spiel der Madame Vigano als unsittlich zu verschreien trachteten, welches freilich nicht wie sie wollten gelingen wollte. Die Verehrer des neuen Balletmeisters im Gegentheile nannten die Vertheidiger des Aelteren mit ganz offener Verachtung Ignoranten, welche von der Idee der Schönheit niemals auch nur eine leise Ahndung gehabt hätten. Sie waren aber nicht sowohl damit beschäftigt, ihnen diese Meinung fühlen zu lassen, als vielmehr den Gegenstand ihrer Verehrung mit ungestümer Lobpreisung bis an den Himmel zu heben, und wirklich hörten die Theater zu Wien solch stürmenden Lärm des Beifalls und gleichsam donnerndes Gebraus der zujauchzenden Menge nie wieder, wie in den Balletten jener Zeit. Die Feinde des Balletmeisters mußten im Theater vor dem betäubenden Schalle des Beifalls, der von den Parterren, Logen und Gallerien wiederhallte, unmuthsvoll verstummen. Diesen seltnen Sieg, welchen der neue Balletmeister über den älteren davon trug, hatte er der Zurückführung seiner Kunst von den übertriebenen, nichtssagenden Künstlichkeiten des älteren italienischen Ballets auf die einfachen Formen der Natur zu danken. Allerdings mußte es befremden, plötzlich in einer Gattung des Schauspiels, in welcher man bisher nichts als Sprünge und Gliederverrenkungen, mühsame Stellungen, combinirte, vielfach verschlungene Tänze, die keinen Eindruck der Einheit zurückließen, zu sehen gewohnt war, plötzlich Handlung, Tiefe der Empfindung und reine Schönheit der äußeren Darstellung zu erblicken, welche in den früheren Balletten des Herrn Salvatore Vigano so herrlich sich entwickelten und ein neues bis dahin nicht gekanntes Reich des Schönen aufthaten. Und wenn es zwar ungezweifelt wahr ist, daß besonders der naturgemäße, heitere, zwanglose Tanz der Madame Vigano und ihr ebenso ausdrucksvolles als reizendes Mienenspiel vorzüglich den allgemeinen Beifall nach sich zogen, so war nichts desto weniger der Gehalt der Ballette selbst, die sich von den späteren Erfindungen desselben Meisters sehr vortheilhaft unterschieden und sein damals ganz classischer gediegener männlicher Tanz gleichfalls vorzüglich geeignet, die Gemüther mit Bewunderung und Achtung für den Meister und seine Schöpfungen zu erfüllen.“

Bis 1795 blieben die Viganòs in Wien, dann folgten Auftritte in Prag, Dresden, Berlin, Hamburg und Venedig. 
1799 kehrte er, inzwischen von seiner Frau getrennt, nach Wien zurück und wirkte da bis 1803.
In dieser zweiten Wiener Zeit entwarf er das Ballett Die Geschöpfe des Prometheus, für das Ludwig van Beethoven die Musik komponierte. Das der Kaiserin Maria Theresia von Neapel-Sizilien gewidmete Ballett wurde am 28. März 1801 am Hoftheater uraufgeführt und lief bis 1802 29-mal.
Die Geschöpfe wurden von Viganò und Maria Casentini, der Primadonna des Ballettkorps getanzt, wobei Collin anmerkt, dass die Casentini zwar vortrefflich war, aber die Erinnerung an Maria Viganò nicht tilgen konnte.
Seit Gli strelizzi 1809 war er bekannt dafür, Pantomime nahtlos in seine Ballette einzufügen (er nannte dies coreodramma). Hier zeigt sich der Einfluss Jean-Georges Noverres, Lehrer Daubervals, der einen Wechsel von Pantomime und Tanz einführte. Sein Interesse galt auch der Malerei, was sich in aufwändigen Kostümen und Arrangements widerspiegelte. Seine Themen waren historischer und mythologischer Natur; oft griff er auch Stoffe Shakespeares auf. 
Wahrscheinlich 1811 wurde er Ballettdirektor der Mailänder Scala. 

Maria und Salvatore Viganò (Zeichnungen von Johann Gottfried Schadow)
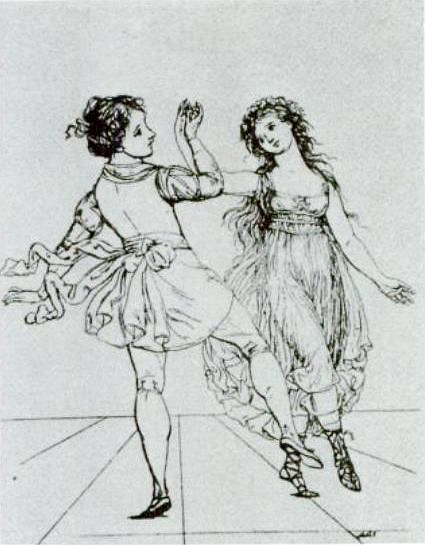
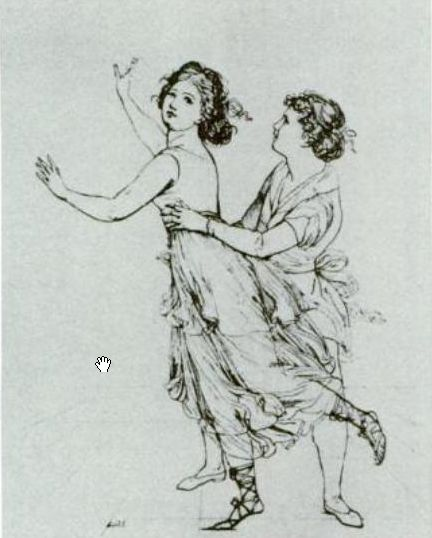
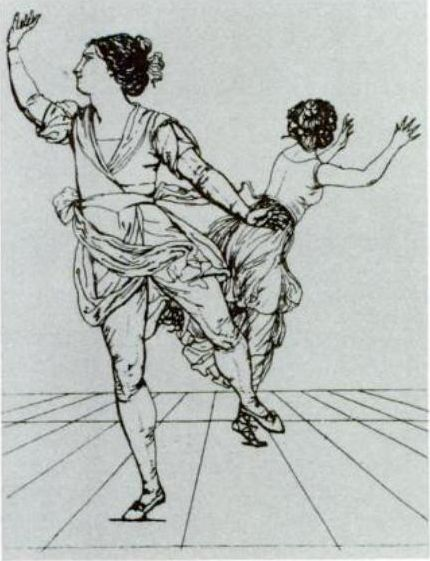
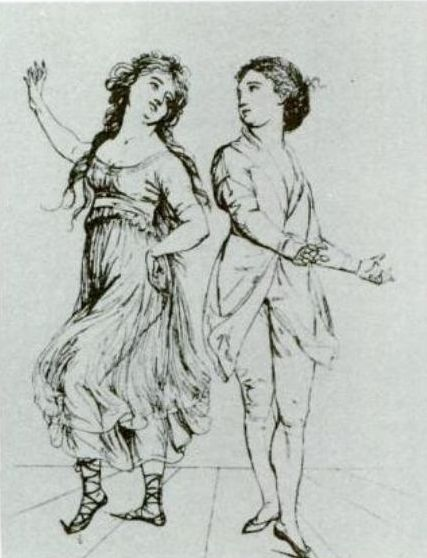

## Ballette
- Raoul Signor de Crequi (Venedig 1791)
- Die Tochter der Luft, oder: Die Erhöhung der Semiramis (Wien 1793)
- Richard Löwenherz, König von England (Musik: Joseph Weigl, Wien 1795)
- Das gefundene Veilchen (Wien 1795)
- Clothilde, Herzogin von Salerno (nach Gozzi, Wien 1799)
- Die Geschöpfe des Prometheus (Musik: Beethoven, Wien 1801)
- I giuochi istmici (Musik: Joseph Weigl, Wien 1803)
- Cajo Marzio Coriolano (Musik: Joseph Weigl, Mailand 1804)
- Gli Strelizzi (Venedig 1809)
- Prometeo (Musik: Beethoven, Mailand 1813)
- Gli Ussiti sotto a Naumburgo (Mailand 1814)
- Numa Pompilio (Mailand 1815)
- Mirra; o sia, La Vendetta di Venere (Mailand 1817)
- Psammi, re d'Egitto (Mailand 1817)
- Otello (Mailand 1818)
- La vestale (Mailand 1818)
- I titani (Musik: Johann Kaspar Aiblinger, Mailand 1819)
- Alessandro nell'Indie (Musik: Johann Kaspar Aiblinger, Mailand 1820)
- Giovanna d'Arco (Musik: Johann Kaspar Aiblinger, Mailand 1820)
- Didone (Musik: Johann Kaspar Aiblinger, Mailand 1821).